# Smedjebackens Valsverks AB
Smedjebackens Valsverks AB, var ett tidigare stålföretag i Smedjebacken i Dalarna. Det bildades 1856 under namnet Smedjebackens Walsverk, ombildades 1872 till ett aktiebolag som i sin tur fick namnet Smedjebackens Valsverks AB varvid detta namn behölls tills 1981 då bolaget köpte all ståltillverkning i Boxholm av koncernen Boxholms AB och bytte då namn till Smedjebacken-Boxholm Stål AB

## Historia

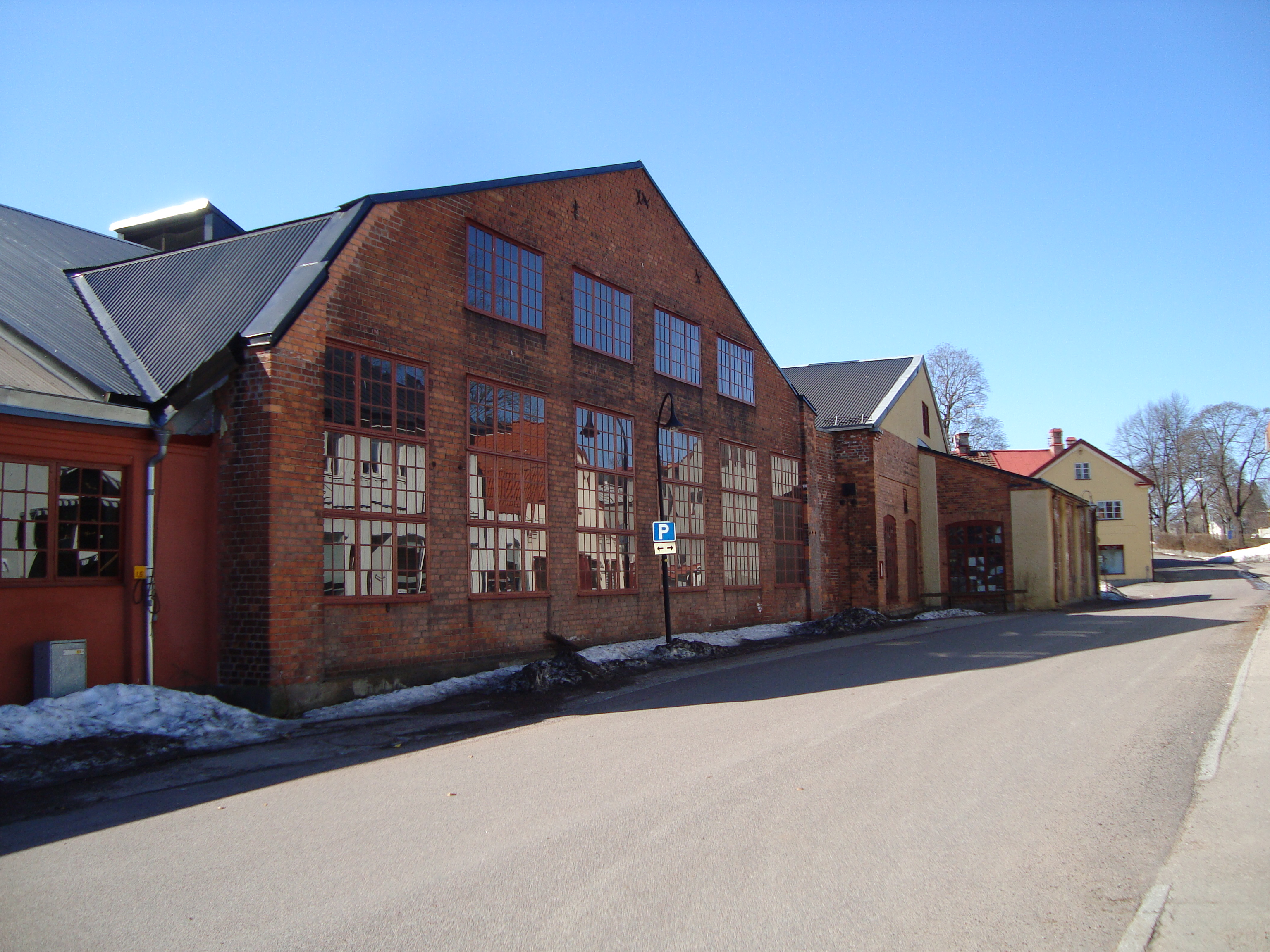
Gamla meken, Smedjebackens valsverks mekaniska verkstad.

### Anläggs av järnbruken Hagge, Nyhammar, Morgårdshammar och Grängshammar
Smedjebackens Walsverk startade sin verksamhet den 15 september 1856, då det första smältstycket valsades ut. 1857 tillverkades 3095 ton valsjärn, varefter  verket växte så att det 1866 intog platsen som den störste tillverkaren av valsat stångjärn i landet.  Anledningen till att valsverket anlades var att de närliggande järnbruken Hagge, Nyhammars bruk, Morgårdshammar och Grängshammars bruk var för små för att kunna investera i den nya valsverkstekniken. Man gick därför ihop för att anlägga ett gemensamt valsverk vid Kolbäcksåns mynning i sjön Barken och tillsammans skulle de fyra järnbruken äga Walsverket. Läget var efter den tidens förhållanden väl valt, enär orten hade direkt sjöförbindelse med Stockholm via Strömsholms kanal.  Initiativtagare och drivande kraft vid Smedjebackens Walsverks (SW) bildande var Axel Nordlander, ägare till Hagge bruk. Familjen Nordlander fanns kvar bland ägarna ända till 1955 då Förvaltnings AB Ratos övertog företaget. Till att börja med bestod valsverket bara av ett grov- och mediumverk, men kom under 1860-talet att byggas ut med ett finverk och ett verk för valsning av järnvägsräls. Jernkontoret beviljade ett lån som motsvarade investeringen rälsverket, färdigt år 1869. Hela brukets råstålproduktion år 1870-1876 uppgick till 9109 ton.

### Smedjebackens Walsverks AB bildas

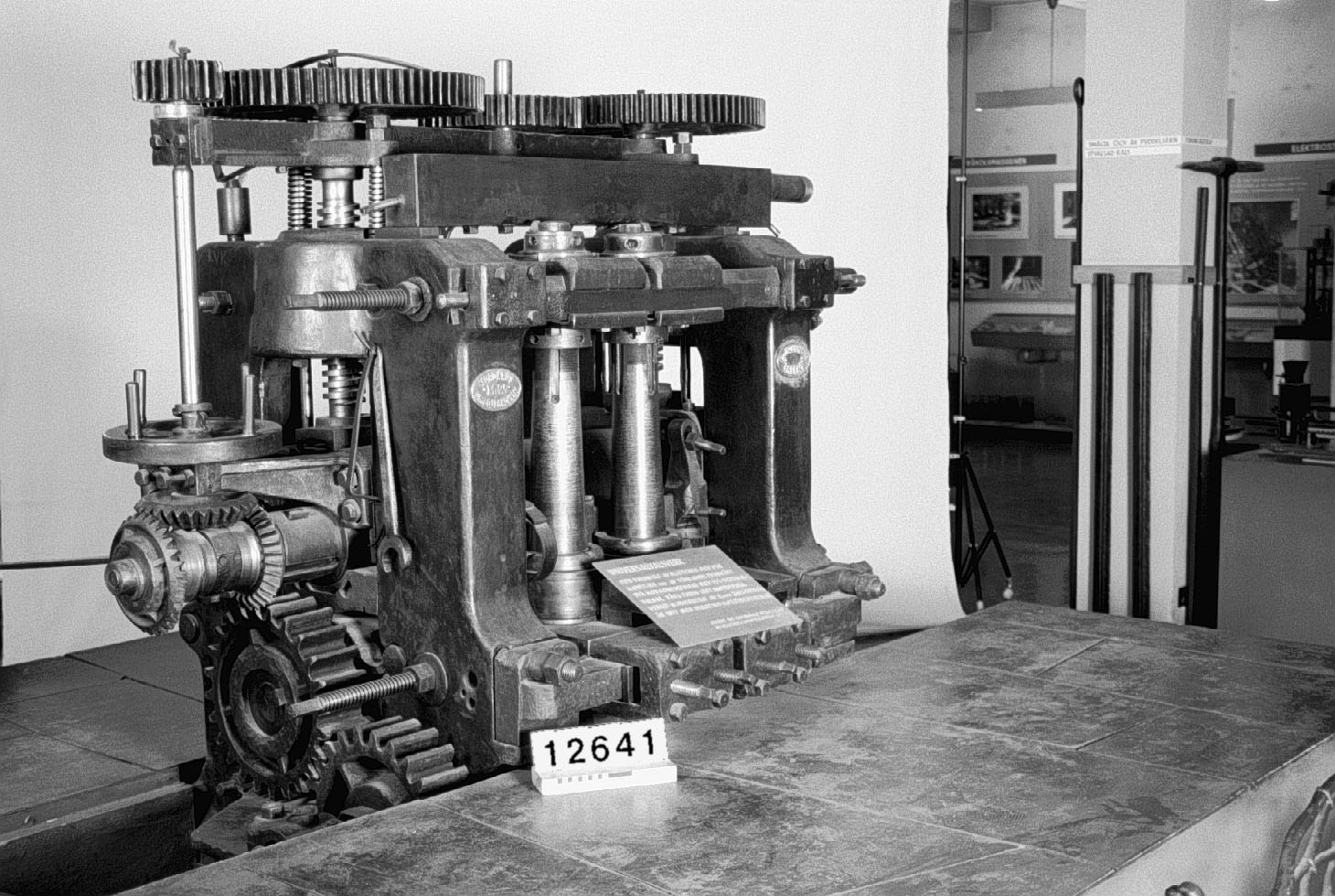
Mediumvalsverk vid Smedjebackens Valsverk AB.

År 1872 bildades Smedjebackens Walsverks AB, bolagsordningen fastställdes den 13 september. Året därpå överfördes anläggningarna i Smedjebacken till det nybildade aktiebolaget genom ett köpebrev daterat 2 januari 1873. Under 1880-talet flyttades valsverken till den andra, norra, sidan av ån för att byggas ihop med det år 1880 nedlagda rälsverket. År 1897 byggdes ett martinverk, och strax efter inleddes även en större ombyggnad av valsverken för att kunna klara större materialvikter. I samband med att martinprocessen började tillämpas vid Smedjebackens Valsverk avtog de gamla moderbrukens leveranser till valsverket för att helt upphöra 1912. Hädanefter kom endast utvalsning av eget material att ske, då man behövde ha direktkontakt med sina kunder. Ett nytt trådvalsverk uppfördes 1906. Martinverket byggdes också ut i omgångar under åren 1911-25. Under första världskriget klarade sig företaget relativt bra, även om det ansågs att allt tillverkar material inte var av högsta kvalitet beroende på det dåliga råmaterialet. I början av 1920-talet hamnade företaget också i en ekonomisk kris. Smedjebackens Valsverk fanns då med bland de företag som föreslogs slå samman till det som senare skulle bli Fagerstakoncernen. Av olika anledningar blev detta förlag dock inte realiserat. 1925 startades ett nytt götvalsverk. 1932 byggdes mediumvalsverket ut och året därpå tillkom ett nytt grovvalsverk.

### Tillverkning av armeringsstål inleds

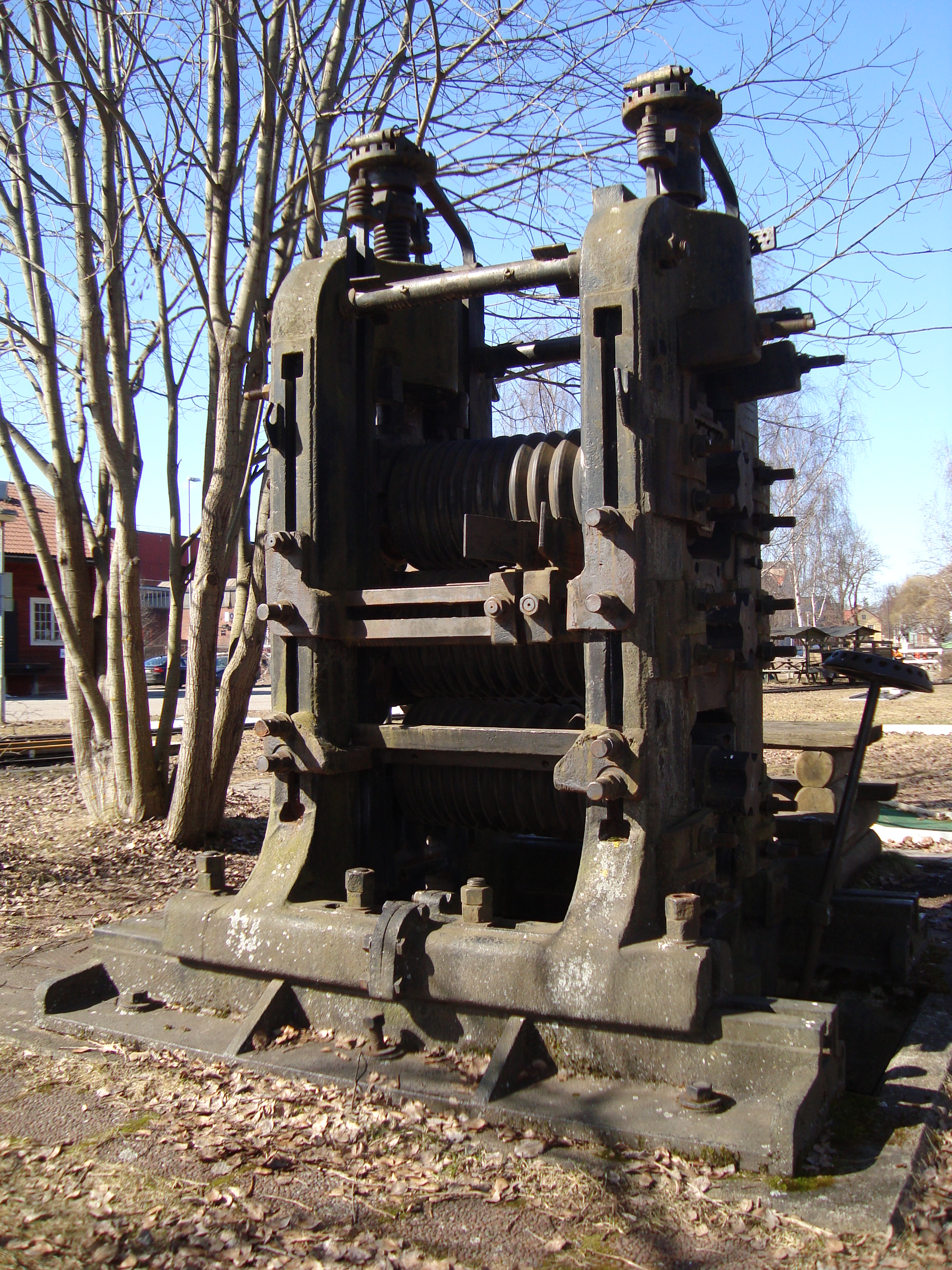
Valsstolar från verket i Smedjebackens hamn.

Under 1940-talet började man tillverka ett nytt armeringsstål, kamstålet, vid Smedjebackens Valsverk. Denna produktion kom att finnas kvar vid valsverket fram till 1999, då tillverkningen (den sista tillverkningen av armeringsstål/armeringsjärn i Sverige) flyttades till Norge. Efter att Ratos 1955 blev ensam ägare till Smedjebackens Valsverks AB påbörjades stora investeringar, först vid stålverket som 1956 byggdes ut med en vamblästerkupolugn. 1960 tillkom ett nytt finvalsverk och 1964 ett nytt götvalsverk. Även mediumvalsverket ersattes med ett nytt 1973, dock levde det gamla mediumvalsverket kvar till sommaren 1975. Götvalsverket ersattes dock redan 1980 av en stränggjutningsanläggning. Gjuteriet, vilket under många år tillhörde det större i Sverige, nedlades 1960. Kallvalsverket, som tillkommit under mitten av 1940-talet, nedlades 1969 med dålig lönsamhet som bakgrund. Martinstålverket, som minskat i omfattning under 1960-talet för att bereda plats åt en ljusbågsugn, nedlades helt 1975.

### Smedjebacken-Boxholm Stål bildas
Med anledning av svensk stålindustris försämrade resultat kom under 1970-talet ett flertal utredningar vilka rekommenderade samarbete mellan bruken, produktbyte och strukturrationaliseringar. Mest känd är Handelsstålsutredningen, på vars grundval det konsoliderade handelsstålsföretaget SSAB bildades 1978. De mindre handelsstålsverken, exempelvis det i Smedjebacken, var även de tvungna till samgående för att klara konkurrensen. LO:s tidigare ordförande Arne Geijer kom bland annat med ett förslag där Boxholms AB, Smedjebackens Valsverks AB och Hallstahammars AB skulle sammanslås under SSAB:s ledning. SSAB skulle vara hälftenägare och resterande aktier delas lika mellan Iggesund och Ratos (ägare till Boxholms AB respektive Smedjebackens Valsverks AB). Ett samgående mellan Smedjebacken och Boxholm genomfördes, men då under Smedjebackens ledning. Ståltillverkningen i Boxholms AB köptes 1981 (med undantag för kalldraget) och Smedjebacken-Boxholm Stål AB bildades. Detta företag kom sedan genom olika fusioner och uppköp att bilda det som idag är Ovako Bar AB (fram till år 2005 Fundia Special Bar AB).